# Гревал, Харнам Сингх
Харнам Сингх Гревал (англ. Harnam Singh Grewal; род. 5 декабря 1937, Британский Гонконг) — гонконгский хоккеист на траве, защитник. Участник летних Олимпийских игр 1964 года.

## Биография
Харнам Сингх Гревал родился 5 декабря 1937 года в Гонконге в семье выходцев из индийской провинции Пенджаб.
В 1943—1947 годах учился в начальной школе в деревне Балловал в Пенджабе. В 1947 году вместе с семьёй вернулся в Гонконг. В 1947—1951 годах обучался в Гонконге в школе Эллис Кадури, в 1951—1956 годах — в колледже Кингс, в 1956—1960 годах — в Гонконгском университете. В 1960—1962 годах получил степени бакалавра (с отличием) и магистра в Кембриджском университете.
В 1962—1964 годах работал учителем. В 1964—1990 годах был административным работником в правительстве Гонконга. Занимал должности окружного чиновника округа Тайпоу, заместителя директора городских служб, комиссара таможни и акцизов, секретаря по транспорту и секретаря государственной службы.
В 1963—1984 годах входил в состав добровольческого Королевского гонконгского полка, выйдя в отставку в звании майора. В 1987 году стал почётным полковником полка и прослужил в этом качестве три года.
В 1953—1990 годах играл в хоккей на траве за гонконгский «Нав Бхарат», основанный выходцами из Индии. В 1973—1990 годах выступал за «Роял».
В 1957—1975 годах выступал за сборную Гонконга. Дважды в её составе участвовал в хоккейных турнирах летних Азиатских игр: в 1962 году в Джакарте и в 1966 году в Бангкоке, где гонконгцы оба раза занимали 7-е место.
В 1964 году вошёл в состав сборной Гонконга по хоккею на траве на летних Олимпийских играх в Токио, занявшей 15-е место. Играл на позиции защитника, провёл 7 матчей, мячей не забивал.
Своим кумиром в хоккее на траве называл индийца Балбира Сингха-старшего.
В 1968—1972 годах был президентом Гонконгской хоккейной ассоциации.
В конце 1990 года перебрался в Канаду.
В 2001 году увлёкся боулз, став членом клуба «Оук Бэй». Выступал за сборную Британской Колумбии на национальных соревнованиях. Был судьёй местных и национальных соревнований. В 2016 году был удостоен звания пожизненного члена клуба.
Командор ордена Британской империи.